# Лалићи
Лалићи су насељено место у општини Капела, Бјеловарско-билогорска жупанија, Хрватска.

## Историја
До територијалне реорганизације у Хрватској били су у саставу старе општине Бјеловар.

## Становништво
У попису становништва из 2011. године, Лалићи су имали 23 становника.
| Број становника према пописима | Број становника према пописима | Број становника према пописима | Број становника према пописима | Број становника према пописима | Број становника према пописима | Број становника према пописима | Број становника према пописима | Број становника према пописима | Број становника према пописима | Број становника према пописима | Број становника према пописима | Број становника према пописима | Број становника према пописима | Број становника према пописима | Број становника према пописима |
| ------------------------------ | ------------------------------ | ------------------------------ | ------------------------------ | ------------------------------ | ------------------------------ | ------------------------------ | ------------------------------ | ------------------------------ | ------------------------------ | ------------------------------ | ------------------------------ | ------------------------------ | ------------------------------ | ------------------------------ | ------------------------------ |
| 1857                           | 1869                           | 1880                           | 1890                           | 1900                           | 1910                           | 1921                           | 1931                           | 1948                           | 1953                           | 1961                           | 1971                           | 1981                           | 1991                           | 2001                           | 2011                           |
| 0                              | 0                              | 0                              | 56                             | 70                             | 0                              | 0                              | 66                             | 53                             | 69                             | 56                             | 42                             | 31                             | 37                             | 38                             | 23                             |

Напомена: Исказује се као насеље од 1890. Године 1910. и 1921. подаци су садржани у насељу Станићи.